# Kielmeyerhaus

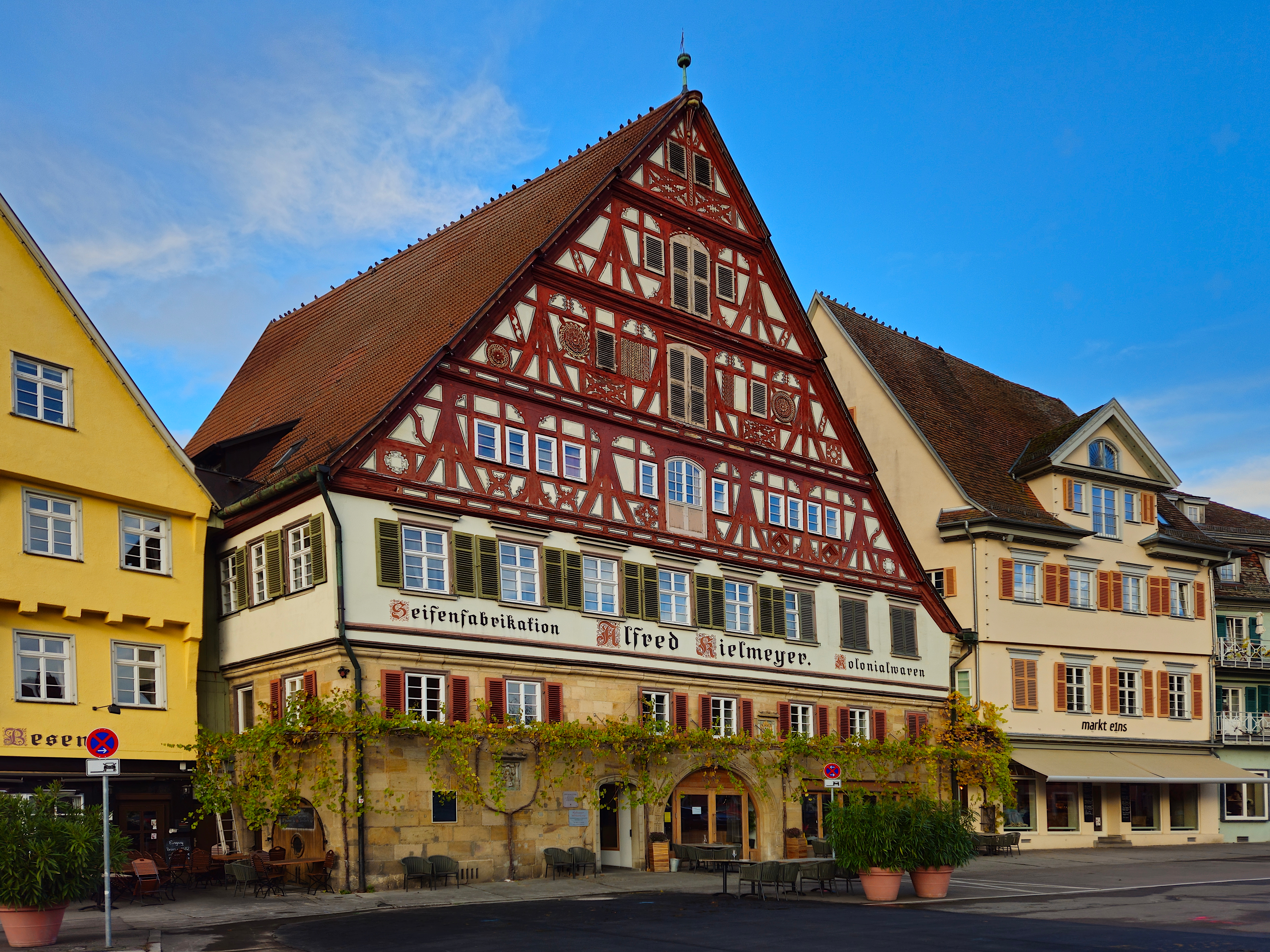
Das Kielmeyerhaus

Das Kielmeyerhaus am Marktplatz 3 in Esslingen am Neckar ist eine ehemalige Spitalkelter.

## Geschichte
Das Haus wurde 1582 von den Zimmermeistern Jacob Johann und M. Jacob Zech sowie dem Maurer Hans Flachtern errichtet. Es sollte die abgebrannte Kelter des Katharinenspitals, dessen letzten Bauzeugen es heute darstellt, ersetzen. Die übrigen Gebäude des Spitals standen auf dem heutigen Marktplatz und wurden im Jahr 1811 abgerissen.
Beim Bau des Kielmeyerhauses wurden die noch erhaltenen älteren Gewölbekeller auf dem Grundstück genutzt. Im Erdgeschoss wurde eine große, etwa fünf Meter hohe Kelterhalle mit zwei von Ornamentbändern gerahmten rundbogigen Toreinfahrten eingerichtet. Dort befanden sich ursprünglich acht Weinpressen. Seit dem 18. Jahrhundert befindet sich das Haus im Besitz der Familie Kielmeyer, die es zum Wohn- und Geschäftshaus umbaute. Die Halle wurde im 19. Jahrhundert durch das Einziehen einer Zwischendecke zerstört; einer der Torbögen fiel einem Schaufenstereinbau zum Opfer. Im ersten Obergeschoss befanden sich ursprünglich die Wohnung des Spitalforstmeisters und Lagerräume, darüber waren in den vier Dachgeschossen Schüttböden. Die oberen Geschosse wurden im 19. Jahrhundert zum Teil zu Wohnungen umgebaut.
An der Fassade des Gebäudes befinden sich das Reichswappen mit der Kette des Goldenen Vlieses sowie ein Relief der heiligen Katharina unter dem Spruchband Soli deo gloria. Katharina ist zwischen zwei Säulen und mit dem Spitalwappen, Schwert und Rad dargestellt.
An der Südwestecke der Fassade ist das sogenannte schwarze Männle oder Keltermännle zu sehen. Es trägt ein Wappenschild und das Steinmetzzeichen Hans Flachterns. Auch das Baudatum ist hier abzulesen.
Der Giebel zeigt Renaissancefachwerk mit gebogenen Fußstreben, geschnitzten Kopfbändern und vielen Schmuckmotiven wie Feuerböcken und profilierten Rauten. Drei Ladeöffnungen sind mittig übereinander angeordnet, eine davon besitzt noch die alte Hebevorrichtung mit Wellbaum.

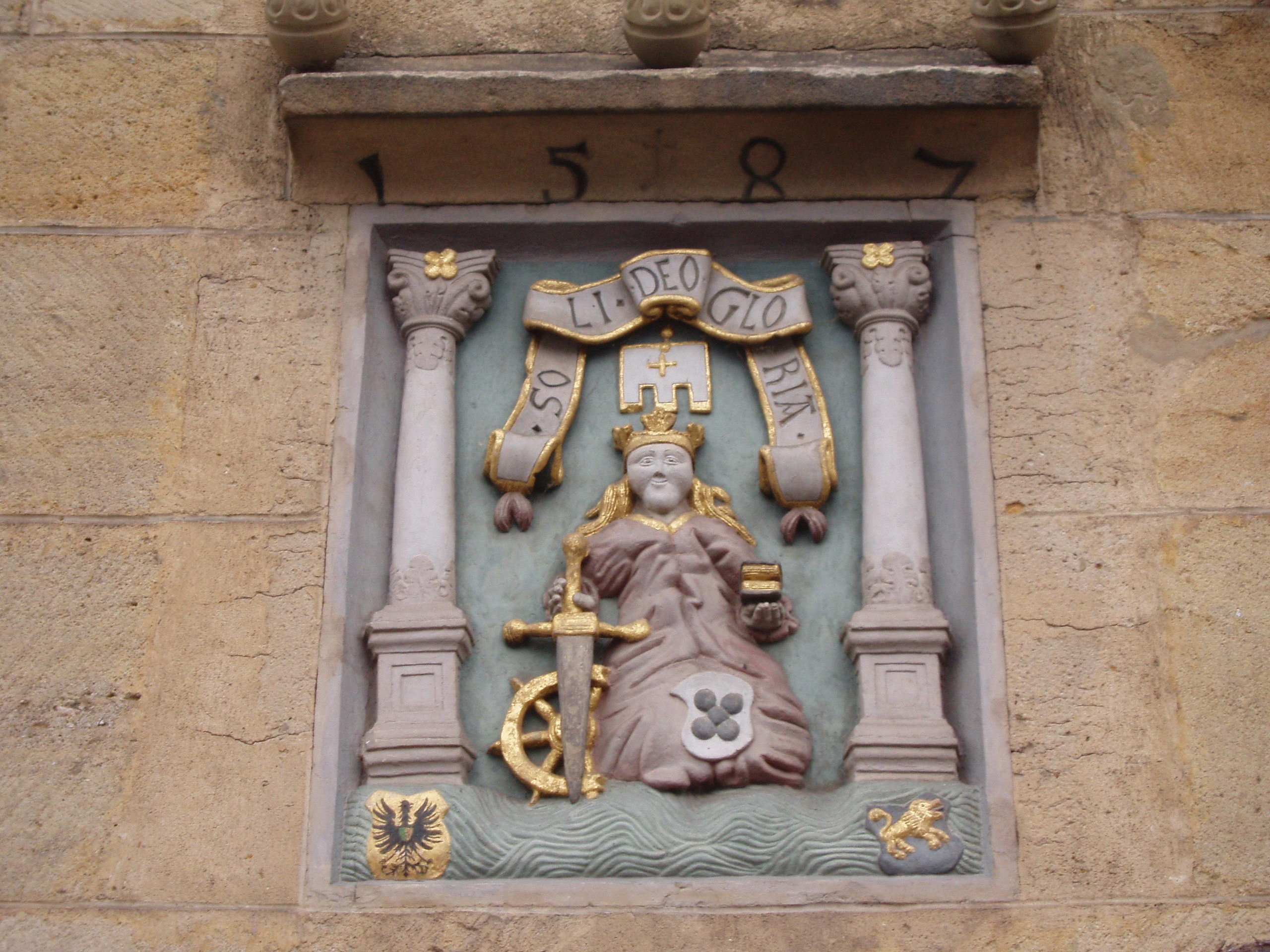
Die heilige Katharina
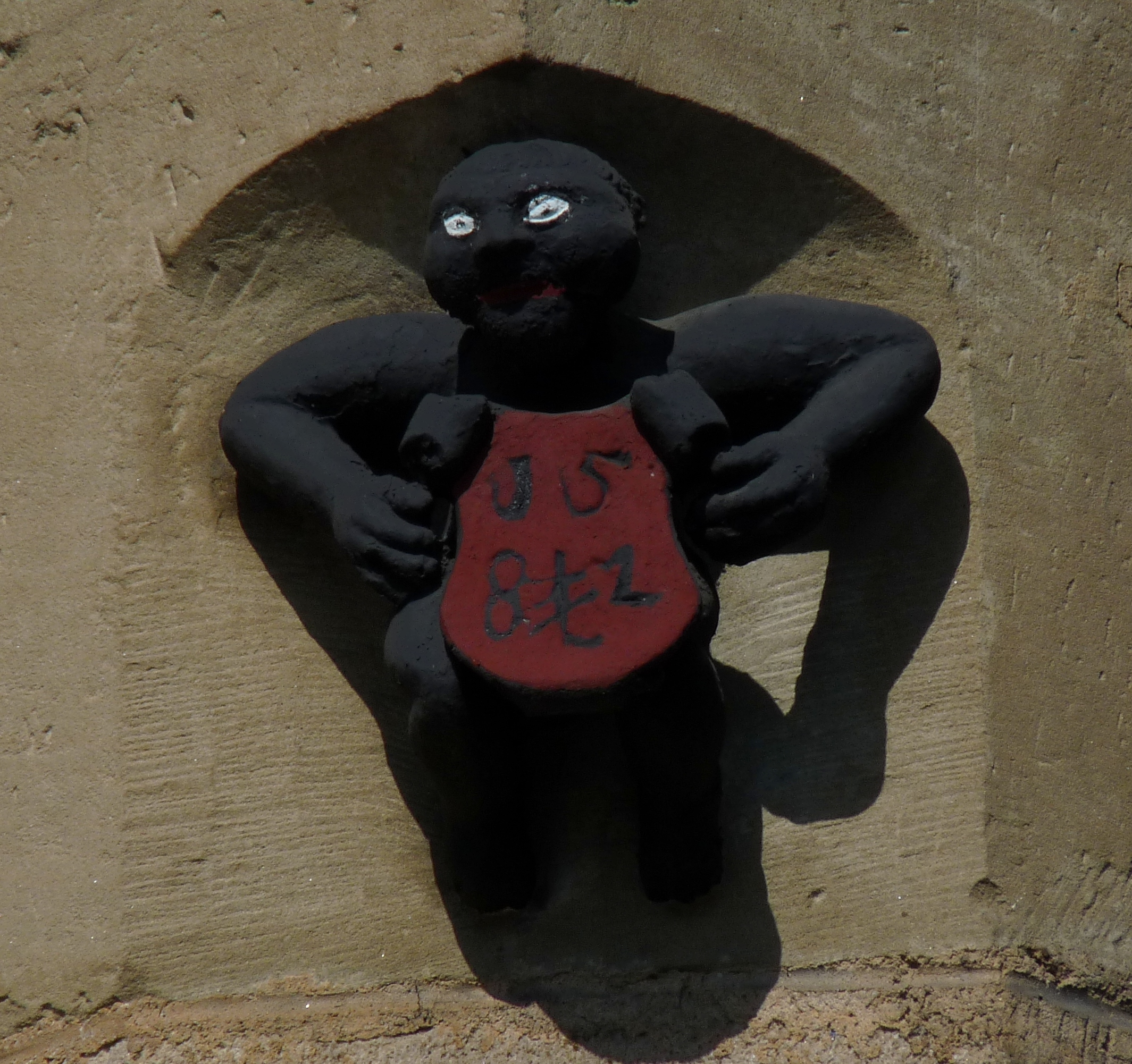
Das schwarze Männle
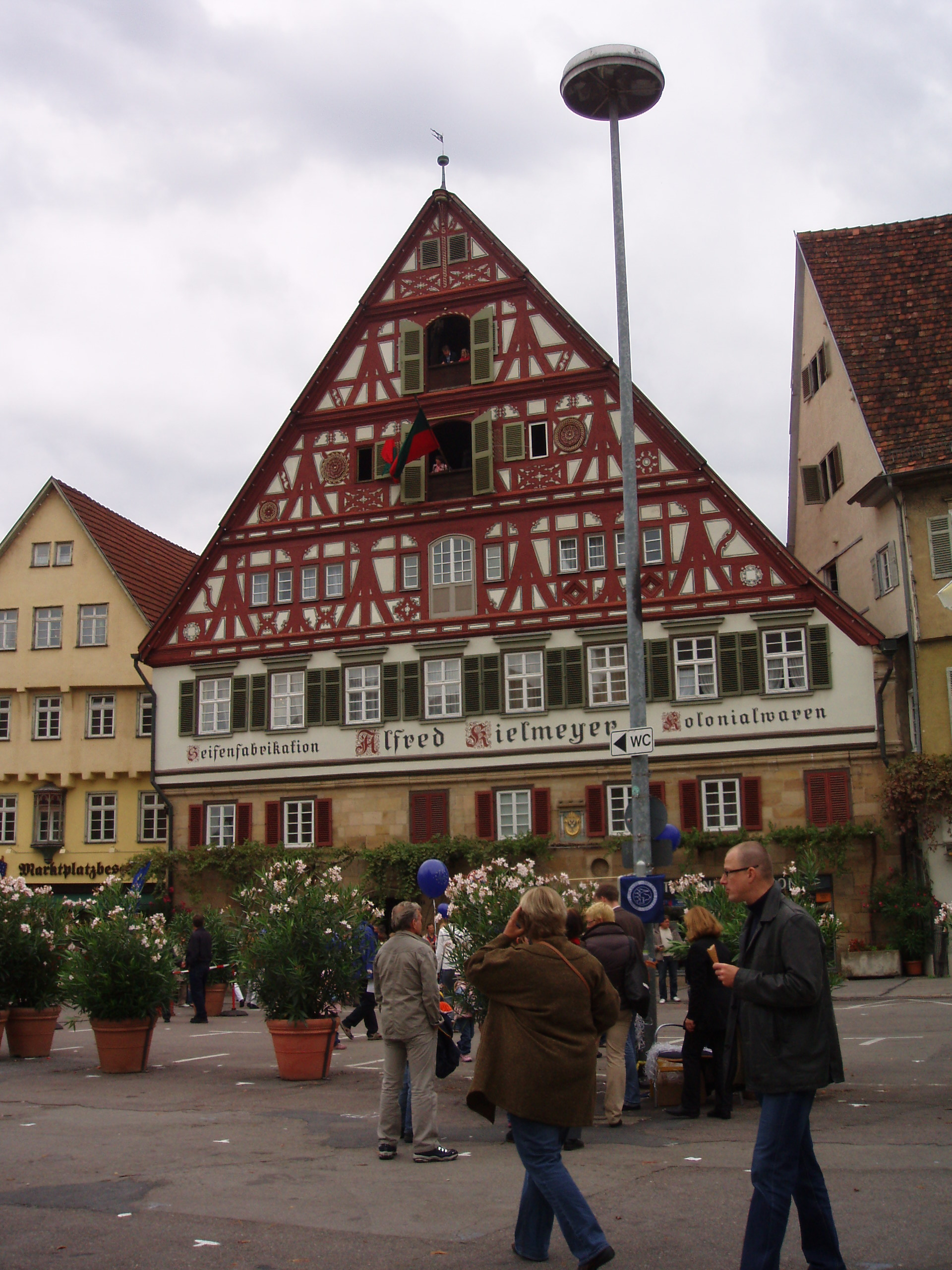
Das Kielmeyerhaus mit zwei offenen Ladeöffnungen

## Sagen
Mit dem Kielmeyerhaus sind mehrere Sagen verbunden. So sollte in den vom Geiselbach durchflossenen Kellergewölben ein mächtiges Krokodil, das einst aus einer Tierschau auf dem Marktplatz entkommen war, hausen, das hin und wieder einen Küfermeister auffraß, und dem schwarzen Männle wurde nachgesagt, dass es diebische Keltergehilfen mit Knüppelschlägen bestrafte.

## Das Kielmeyerhaus in der Kunst
Das Kielmeyerhaus ist das beherrschende Haus in der nördlichen Fassadenreihe am Esslinger Marktplatz. Im Jahr 2010 wählte die Künstlerin Renate Mildner-Müller das Kielmeyerhaus als Motiv für ihren Beitrag in der „Esslinger Reihe“, in der jährlich eine in limitierter Auflage handgedruckte Lithographie herausgebracht wird.